# Polizeidirektion Sachsen-Anhalt Ost

Die drei Polizeidirektionen von Sachsen-Anhalt.

Die Polizeidirektion Sachsen-Anhalt Ost war bis zum 31. Dezember 2018 eine der Polizeidirektionen der Polizei Sachsen-Anhalt. Die Diensthundeführerschule gehört seit dem 1. Januar 2019 zur Polizeiinspektion Zentrale Dienste Sachsen-Anhalt. Die Polizeireviere im Landkreis Anhalt-Bitterfeld, Dessau-Roßlau und Landkreis Wittenberg gehören zur Polizeiinspektion Dessau-Roßlau.
Die anderen Polizeidirektionen des Landes waren die Polizeidirektion Sachsen-Anhalt Nord in Magdeburg und die Polizeidirektion Sachsen-Anhalt Süd in Halle (Saale).

## Aufbau und Organisation
Die Dienststellen der Polizeidirektion Sachsen-Anhalt Ost waren:
- Polizeirevier Anhalt-Bitterfeld

Revierkommissariat Bitterfeld-Wolfen
Revierkommissariat Zerbst
- Polizeirevier Dessau-Roßlau
- Polizeirevier Wittenberg

Revierkommissariat Jessen
- Polizeirevier Bundesautobahn / Spezialisierte Verkehrsüberwachung Dessau-Roßlau
- Diensthundführerschule des Landes Sachsen-Anhalt

### Standort
Sitz der Polizeidirektion war Kühnauer Straße 161 in Dessau-Roßlau. 

## Vorfälle bei der Polizei in Dessau
Bei der Polizei in Dessau-Roßlau ist es wiederholt zu erheblichen Vorfällen auch in Verbindung mit Todesfällen gekommen. Ein Übersicht findet sich im Artikel PVorfälle bei der Polizei in Dessau-Roßlau nach 1990.

## Polizeipräsidenten seit 1992
- Gerhard Degner  (2013 bis 2018)[2]
- Matthias Cichosz (ab 2018)[3]